# 협공
협공은 귀 또는 변에 걸쳐온 돌을 전후, 좌우에서 공격하는 것이다. 상대의 벌림을 허용하지 않고 위협하기 위해 사용하며, 귀에서 상대의 걸침수에 대응하여 귀를 지키는 대신 역으로 공격하는 수단이 되기도 한다.